# Загінне полювання на дельфінів

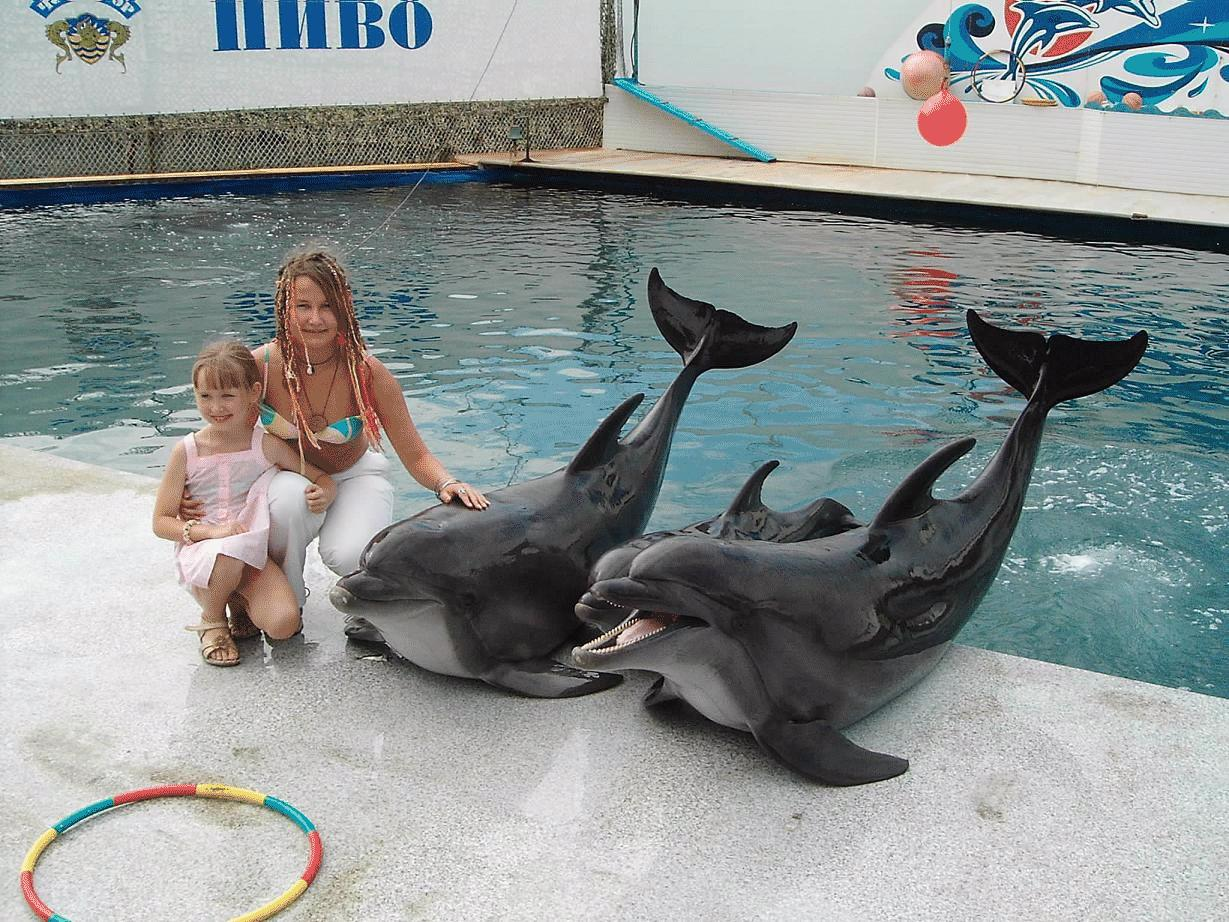
Севастопольський дельфінарій

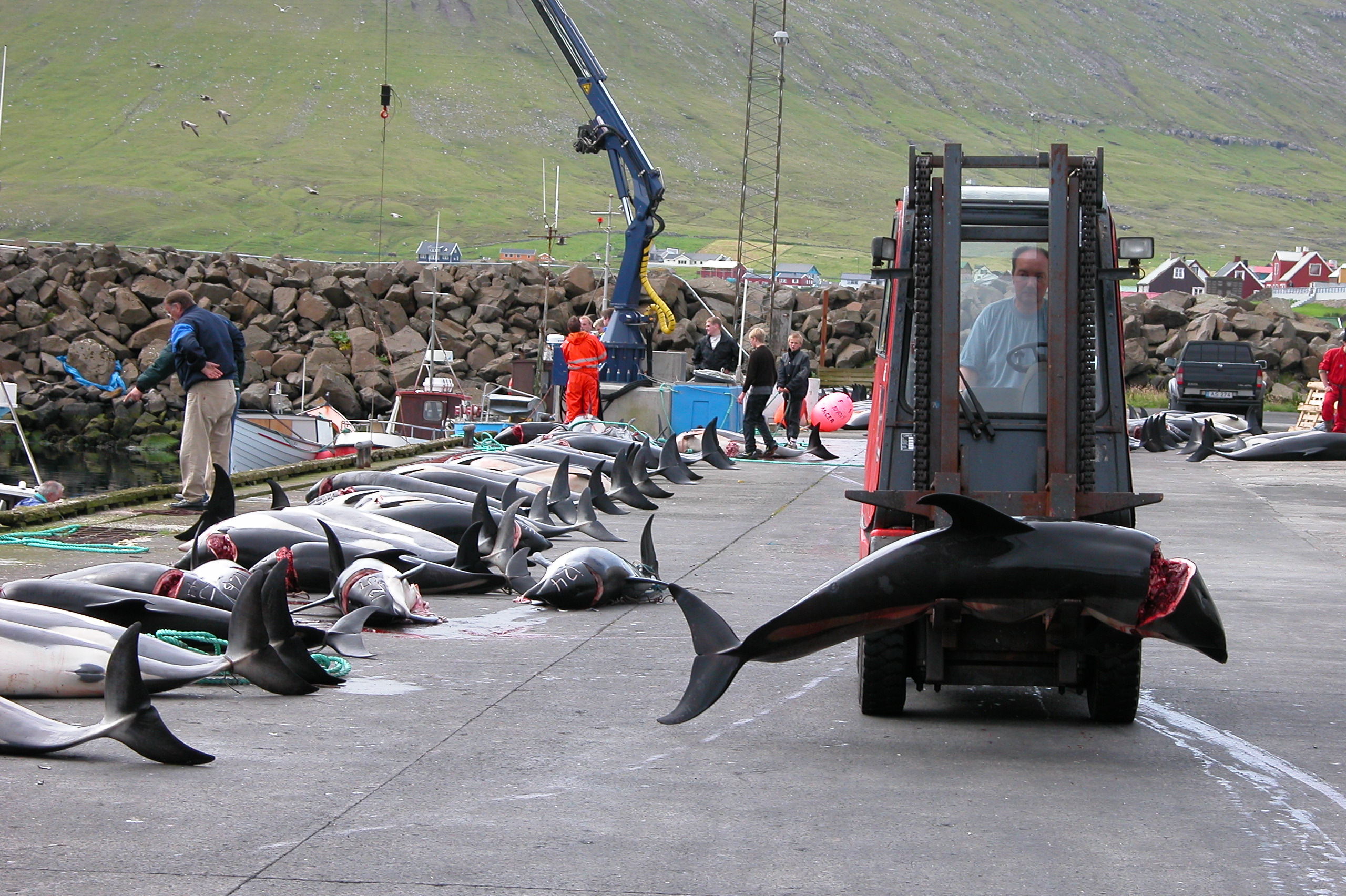
Атлантичний дельфін, зловлений загінним полюванням на Фарерських островах: транспортування

Полюва́ння на дельфі́нів заго́ном один з видів загінного полювання, який застосовують для лову дрібних китоподібних, насамперед (дельфінів), а іноді й малих китів. Цей вид полювання на морського звіра є давнім, проте останнім часом став умовно розумною альтернативою до використання гарпунів та гачків з наживкою. Цим способом ловці відловлюють тварин живцем, заганяючи їх у природні пастки — затоки і бухти, відгороджені тенетами або шумовими бар'єрами. Метод широко використовується у морському промислі для потреб місцевої економіки (отримання м'яса і жиру) та для поставок тварин у дельфінарії.

## Зміст поняття
Загінне полювання на морських ссавців ведеться групою людей з човна, зазвичай у бухті або на пляжі. Човнами дельфінів змушують зайти в бухту та відсікають їм шлях до втечі. Таким способом на дельфінів полюють в багатьох місцях світу, зокрема біля Соломонових та Фарерських островів, узбережжя Перу та Японії. Загалом на дельфінів полюють заради м'яса, але деяких з них виловлюють для поповнення дельфінаріїв.
Незважаючи на міжнародну критику такого полювання, внаслідок його популярності багато тисяч дельфінів опинилися на межі зникнення. При цьому споживання м'яса дельфінів часто створює ризик для здоров'я його споживачів. Серед країн, в яких цей промисел поширений: Японія, Соломонові Острови, Кірибаті, Фарерські острови, Перу, Тайвань, Гаваї.

## Японія
У Японії найпоширенішими об'єктами полювання є дельфіни видів Stenella coeruleoalba («Смугастий дельфін»), Stenella attenuata («Плямистий дельфін»), Grampus griseus («дельфін Ріссо») та види роду Tursiops (афаліни). Раніше таким способом ловили також косаток. Загінні лови 2007 року завершилися здобуванням 384 Stenella coeruleoalba, 300 афалін, 312 дельфінів Ріссо і 243 гринд, загалом 1239 особин. Ще 77 афалін, 8 дельфінів Ріссо, 5 дрібних китів були зловлені для використання в індустрії розваг в Японії, Китаї, Кореї і Тайвані.

### Метод лову
У Японії загінне полювання проводять групи рибалок. Дельфінів заганяють в затоку і починають стукати металевими прутами по воді, щоб налякати дельфінів і примусити їх йти в бухту, перехоплену тенетами. Дельфінів, як правило, не відразу ловлять, а дають їм спокій протягом однієї ночі. На наступний день, дельфінів ловлять одного за іншим і вбивають. Раніше тварин убивали перерізуванням горла, але японський уряд заборонив цей метод, і тепер дельфіни можуть бути убиті тільки шляхом уведення металевого штиря в шию тварини, від чого смерть наступає миттєво (протягом декількох секунд).

### Індустрія розваг

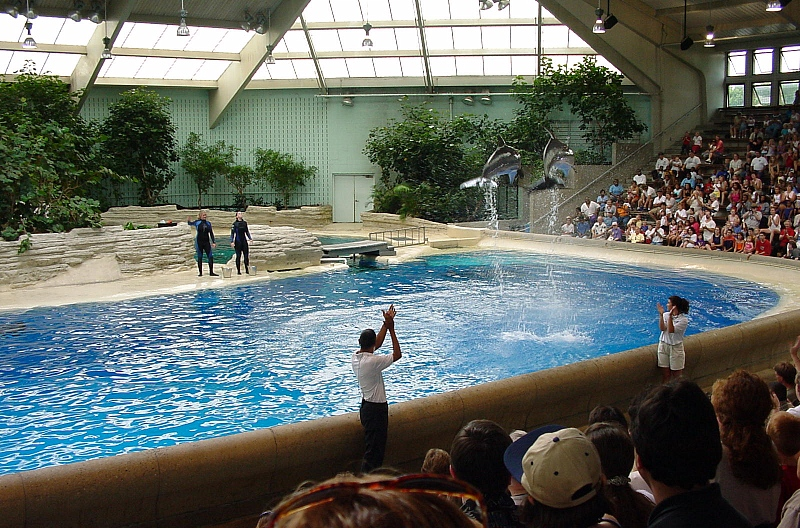
Типовий дельфінарій — місце відпочинку городян

Частину дельфінів промисловики захоплюють живцем і доставляють в основному (але не виключно) до японських дельфінаріїв.
У минулому дельфінів експортували до США у кілька природних парків, у тому числі загальновідомий парк SeaWorld («Морський Світ»). Надалі Національна служба морського рибальства США відмовилася від імпорту китоподібних, спійманих в японських загінних полюваннях. Останніми роками дельфінів, відловлених у Японії, експортують у Китай, Тайвань та Єгипет.

### Ризик для здоров'я людини
М'ясо і ворвань дельфінів, як показують спеціальні дослідження, містять велику кількість таких елементів і сполук, як ртуть, кадмій, пестициди (ДДТ), органічні забруднювачі. Вміст їх достатньо високий, щоби представляти ризик для здоров'я для тих, хто часто їсть м'ясо. Дослідники попереджають, що діти і вагітні жінки не повинні їсти м'ясо дельфінів взагалі. Через ризики для здоров'я, ціни на м'ясо дельфіна значно знизилися.
У 2010 році зразки волосся 1137 жителів Тайцзи було перевірено на вміст диметилртуті. Середня кількість ртуті в зразках волосся склала 11,0 мг/кг для чоловіків і 6,63 мг/кг для жінок, в порівнянні із середнім значенням 2,47 мг/кг для чоловіків і 1,64 мг/кг для жінок у пробах, взятих у 14 інших місцях в Японії. Також 182 жителя Тайцзи були протестовані на симптоми отруєння ртуттю, проте таких симптомів не виявлено. Попри це, показники смертності для жителів Тайцзи та прилеглого містечка Koazagawa, де також споживають м'ясо дельфінів, на понад 50 % вищі, ніж в аналогічних розміром селищах по всій Японії.
Через низький рівень продовольчого самозабезпечення (~40 %) Японія має стратегію накопичення для забезпечення стабільного постачання населення продовольством. Станом на 2009 рік, у обсяг 1,2 млн тонн запасів морепродуктів було включено близько 5'000 тонн китового м'яса.. В Японії почали використовувати китове м'ясо у шкільні сніданки, в рамках ініціативи уряду щодо скорочення витрат. Тим не менше, виникла критика щодо китового м'яса для школярів через твердження про токсичну диметилртуть. У 2006 році в Тайцзи для шкільних обідів щодня використовували близько 150 кг дельфінового м'яса. У 2009 році м'ясо дельфінів було виключено зі шкільних меню через забруднення. Вміст ртуті і метил-ртуті у вибірках з дельфінового і китового м'яса, що продається в супермаркетах для забезпечення програми шкільних обідів, був у 10 разів вище, ніж це дозволено Міністерством охорони здоров'я Японії.

### Протести
Протестні кампанії стали звичайним явищем в Тайцзи. У 2003 році два активісти були затримані за різання рибальських сіток з метою звільнення дельфінів. У 2007 році американська актриса Хайден Панеттьєрі (Hayden Panettiere) була залучена до конфронтації з японськими рибалками, коли вона намагалася зірвати промисел. Вона під'їхала на дошці для серфінгу з п'ятьма іншими серферами з Австралії і США у спробі досягти групи дельфінів, захоплених у полон. Врешті, серфери втекли до аеропорту Осака і залишили країну, щоб уникнути арешту за порушення правопорядку. Кооперативний союз рибалок Тайцзи стверджує, що подібні протести «продовжують навмисно спотворювати факти про цей промисел і не спираються ні на міжнародне право, ні на дані науки, а лише на емоції».. Існує кілька організацій із захисту тварин, які проводять кампанії проти загінного полювання.
Оскільки значна частина критики є результатом перегляду фото- і відеозйомок, зроблених під час полювання і забою, в наш час[коли?] такі процедури проводять на місці лову в наметах або під пластиковим укриттям, поза полем зору громадськості. Найпоширенішими кадрами є загін, захоплення і забій, що мали місце в Футо в жовтні 1999 року, що і було відзнято японською організацією «Охорона природи». Частина цих кадрів була, зокрема, показана на CNN. Останніми роками подібні відео поширені в Інтернеті і були використані в документальному фільмі «Земляни», хоча спосіб забою, який показаний на цьому відео, тепер заборонений і не використовується. У 2009 році документальний фільм про подібні полювання в Японії під назвою «Бухта» (The Cove) був, зокрема, показаний на кінофестивалі «Санденс» (Sundance Film Festival).

## Соломонові Острови
Тут загінні полювання на дельфінів мають менші масштаби, але воно характерне для острову Малаїта. Тут м'ясо ділять порівну на кожен будинок. Зуби дельфінів використовуються також — для ювелірних виробів та як валюта на острові..
Дельфінів тут полюють як у Японії, використовуючи замість металевих прутів каміння, щоб видавати звуки для лякання і загону у пастки дельфінів. Кількість дельфінів, яких тут здобувають щороку, не відома. Непрямі дані свідчать, що ця кількість лежить в межах між 600 і 1500 дельфінів за сезон полювання, який триває приблизно з грудня по квітень, коли дельфіни тримаються ближче до берега.
Як і в Японії, деяких дельфінів (тільки афалін) також продають в індустрію розваг. Хоча у 2005 році експорт дельфінів було заборонено, його відновлено в жовтні 2007 року: заборона була знята рішенням суду, який дозволив відправку 28 дельфінів для дельфінарію в Дубаї.
У квітні 2009 року було прийнято рішення СІТЕС про те, що група фахівців з дельфінів при МСОП, провівши огляд комерційної торгівлі дельфінами з Соломонових островів, дійшла висновку, що для стабільної популяції дельфінів обсяг експорту має становити не більше 100 тварин на рік. Відлов і торгівля дельфінами заборонені в Західній провінції Соломонових Островів.

## Кірибаті
Подібні полювання загоном існували в Кірибаті принаймні до середини XX ст.

## Фарерські острови

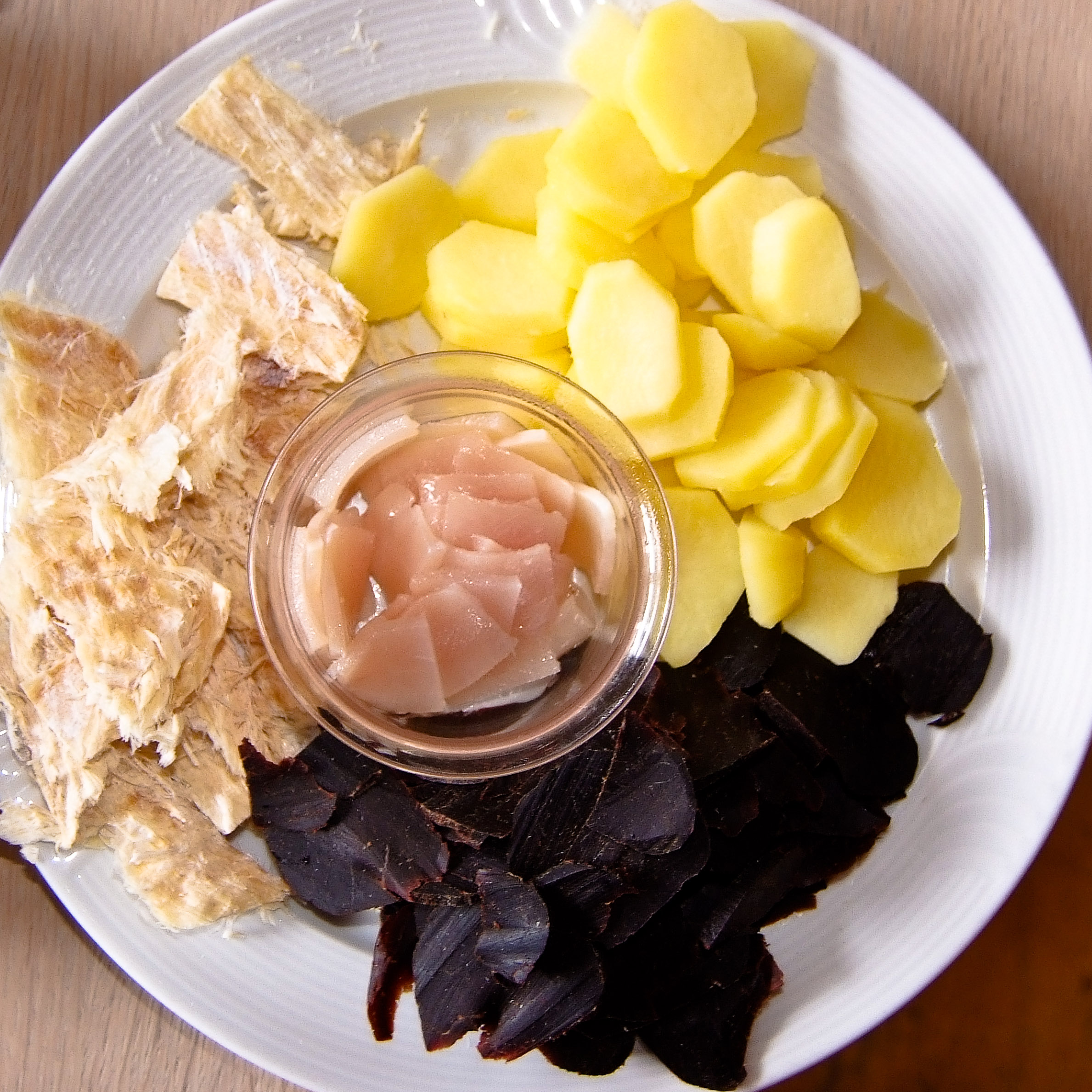
Порція їжі з дельфіновим м'ясом (темне) та інших страв з риби і картоплі — типова їжа на Фарерських островах

Тут загоном полюють на гринд (рід Globicephala), переважно здобуваючи їх заради м'яса. Хоча офіційно це єдиний вид дельфінів, яких промишляють, інші види китоподібних також гинуть. Цей промисел відомий серед резидентів як «Grindadráp». Чіткого сезону полювання тут немає, і все залежить від намірів рибалок.
Тварин заганяють на пляж човнами і перекривають їм шлях до океану. Загін ведеться до тієї стадії, поки дельфіни не вийдуть на мілину, потому їх чіпляють гаками і витягають на берег. Вилов гаками є жорстоким способом поводження з тваринами (найчастіше гаки встромляють у дихало), і вже на березі тварин забивають.
Розмір популяції гринди у східній та центральній частинах Північної Атлантики оцінюється у 778 тис. особин. Промисел на Фарерах забирає з популяції ~1000 особин цього виду та ще від кількох десятків до декількох сотень особин інших видів. Обсяги такого промислу не можуть загрожувати стійкості популяцій, але жорстокість полювання викликає критику з боку організацій захисту тварин.
Як і в Японії, у «фарерських» дельфінів м'ясо забруднене ртуттю і кадмієм, що веде до ризиків для здоров'я його споживачів. У 2008 році місцева влада рекомендувала уникати їсти м'ясо гринди через його забруднення, і це призвело до зниження споживання.

## Перу
Перуанські закони забороняють полювання на дельфінів або їх споживання. Попри це, велику кількість дельфінів, як і раніше, рибалки незаконно вбивають кожного року. Хоча точні цифри невідомі, перуанська організація «Mundo Azul» («Блакитний світ») вважає, що принаймні 1000 дельфінів гине щороку. Щоб зловити дельфінів, браконьєри на човнах оточують їх тенетами, а потім тягнуть гарпунами тварин до човна, щоб добити. Тут полюють на різні види, але найбільше на афалінів та на «сутінкового дельфіна» (Lagenorhynchus obscurus)

## Тайвань
На Тайвані загінне полювання на дельфінів практикувалося до 1990 року, після чого така практика була заборонена урядом. Промисел афалін вели переважно в Індійському океані.

## Гаваї
У давні часи гавайські рибалки використовували для полювання на дельфінів їхнє м'ясо, заманювали тварин до берега і вбивати. Сьогодні таке (загінне) полювання на дельфінів на Гаваях не відбувається.

## Україна
В незалежній Україні дельфіни ніколи не були об'єктом промислу, бо ще на 6-й Змішаній комісії з риболовлі у Чорному морі СРСР встановив 10 річну заборону на вилов дельфінів, що почав діяти з 1966 року, у 1976 році заборона була подовжена на наступні 12 років. Їх відлов завжди був супутнім при ловах риби тенетами.
У морських водах України регулярно проводять промисел дельфінів турецькі рибалки.
З весни 2008 року в Україні тимчасово заборонено відлов дельфінів: за наказом Мінприроди Україні від 31 березня 2008 р. лов дельфінів в Україні заборонений терміном на три роки, дозволено лише збір загиблих тварин з науково-дослідною метою.
Громадські екологічні організації України протестують проти видачі дозволів комерційним фірмам на вилов занесених до Червоної книги України дельфінів. Щоб обійти природоохоронне законодавство, чиновники Мінприроди видають дозволи комерційними організаціям на вилов ніби-то хворих і поранених дельфінів. Насправді виловлюють здорових тварин і використовують їх в комерційних цілях, або й просто продають за кордон. До 2006 року українські комерсанти купували дельфінів в Росії, але коли там їх вилов було заборонено, знайшовся ось такий хитрий спосіб добування їх прямо тут, в Україні. Ніхто не контролює скільки дельфінів і яких видів виловлюють на кожен виданий дозвіл.

## Заходи з обмеження промислу
Всі заходи з обмеження промислової діяльності супроводжуються процесами, що є зворотними до періоду їхнього розвитку. Обмеження морського промислу завжди означало три небажані процеси:
- скорочення споживання білкової їжі,
- занепад місцевої економіки,
- додаткові витрати за компенсації за двома попередніми пунктами.

Відповідно, всі програми з обмеження і скорочення промислу, які викликані турботою про стан природних популяцій тварин-годувальників, мають включати економічні розрахунки. Серед останніх — не тільки системи компенсацій у рамках програм сталого розвитку громад (боротьба з бідністю, охорона природи, економічний розвиток). На провідні позиції виходять приховані економічні запити: один дельфін у дельфінарії може відпрацювати свою вартість у гастрономічному еквіваленті за 1—2 дні, а в наступні дні приносити прибуток.
Прийнята у 1973 році Вашингтонська конвенція, відома як CITES, обмежила можливості міжнародної торгівлі різними групами живих організмів, у тому числі й багатьох видів дельфінів. Відповідно до CITES, промисел дельфінів був заборонений і в колишньому СРСР, і тоді та й надалі в Україні. Чорноморські дельфіни охороняються в Україні також згідно із Червоною книгою України (з 1980 року). Туреччина цей договір (СІТЕС) не ратифікувала, і її місуцева промисловість активно добуває дельфінів для потреб парфумерної промисловості, ресторанного бізнесу і виробництва м'ясокісткового борошна, необхідного для розвитку звірівництва.
ООН оголошувала 2007 рік «Роком дельфіна» (був подовжений на наступний 2008 рік).